# Jałowiecki Przysłop

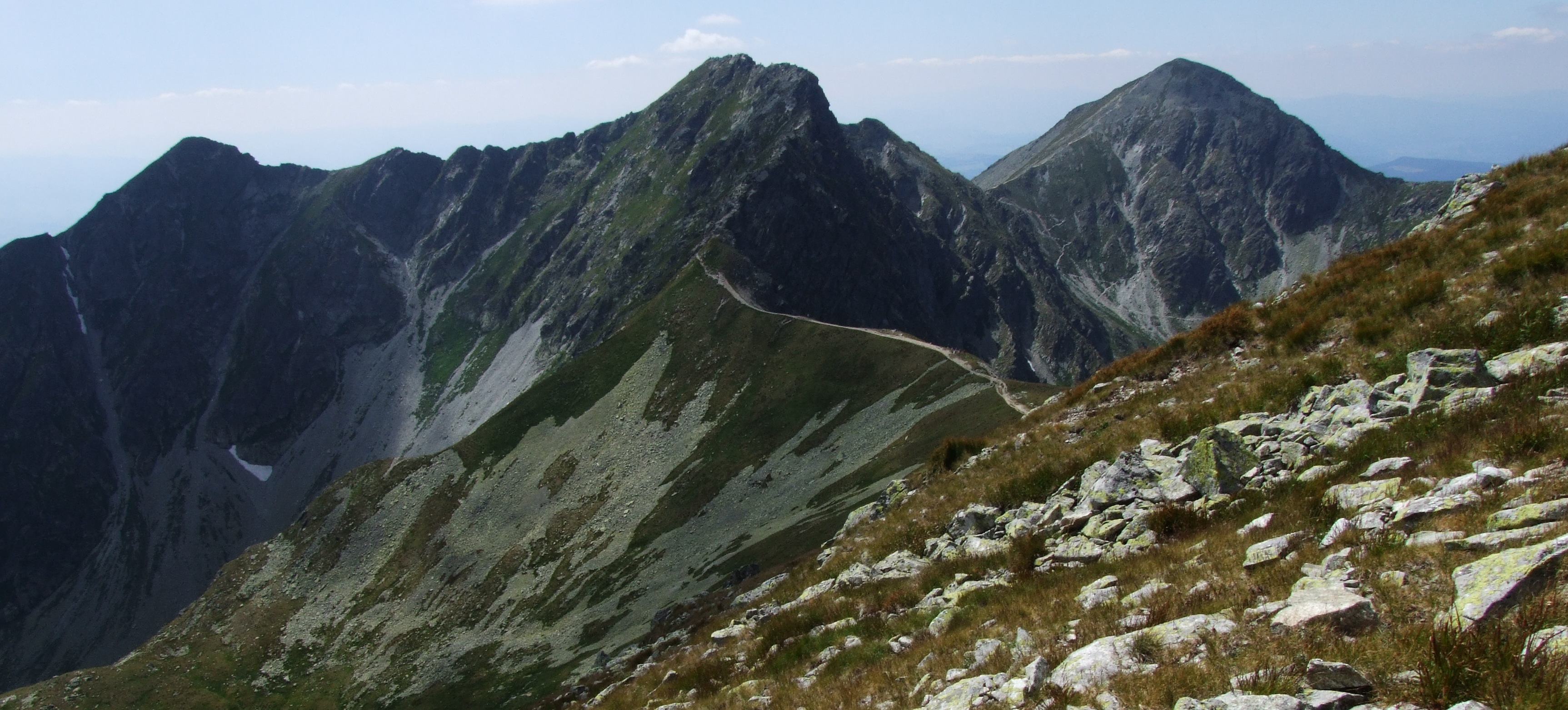
Od lewej: Jałowiecki Przysłop, Banówka, Pachoł

Jałowiecki Przysłop lub po prostu Przysłop (słow. Jalovecký príslop, Príslop) – szczyt o wysokości 2142 m n.p.m. w słowackich Tatrach Zachodnich. Znajduje się w bocznej Grani Rosochy, która odbiega na południe od Banówki i poprzez Jałowiecką Przełęcz dochodzi do Rosochy. Wschodnie stoki Jałowieckiego Przysłopu stromo opadają do Doliny Żarskiej, znajduje się w nich grzęda oddzielająca Banikowski Kocioł od Szarafiowego Żlebu, którym spływa bardzo stromo Szarafiowy Potok z kilkoma wodospadami zwanymi Szarafiową Siklawą. Stoki zachodnie opadają zaś do głębokiej doliny Parzychwost.
Jest to niewybitny szczyt, niewiele wznoszący się ponad grań, jednak wysokie położenie tej grani sprawia, że widoki z niego i z całej grani są ciekawe. Otoczenie szczytu i grani jest prawdziwie wysokogórskie. W kierunku Banówki od strony wschodniej szczyt i grań są silnie podcięte. Miejsca o dużej ekspozycji. Na szczycie Jałowieckiego Przysłopu grań zmienia nieco kierunek na południowo-zachodni, przedłużając się w niemal niewyodrębniający się z grani Pośredni Przysłop.

## Szlaki turystyczne
– zielony od Schroniska Żarskiego przez Jałowiecką Przełęcz i Jałowiecki Przysłop na Banówkę. Czas przejścia: 2:30 h, ↓ 1:45 h